# Правилівка
Правилівка — село Якимівської сільської ради, Оратівського району, Вінницької області. Відсутнє у офіційних джерелах.
Село Правилівка розміщене на краю Київської, Черкаської та Вінницької областей.
Село відоме фестивалями борщу, що щорічно організовує відома вінницька тележурналістка, завідувач редакції літературно-мистецьких програм ВДОТРК Ганна Секрет.
Ось уже кілька років поспіль, саме влітку, подвір'я отчого дому відомої тележурналістки, нашої землячки Ганни Секрет перетворюється на справжню концертну залу. Бо сюди у чудове село Правилівку приїздять на гостини до Ганни Василівни її знайомі та друзі. А це співаки, артисти, письменники, поети, гумористи, творчі колективи, народні фольклорно-етнографічні колективи району та області, тай влаштовують вони концерти для односельчан. Сюди з'їзджаються не лише з навколишніх сіл, а й з сусідніх областей.
Тут демонструються не тільки таланти співу, а й кулінарні здібності, а саме, приготування нашої нашої національної страви — українського борщу, каші, вареників, галушків, пиріжків тощо.